# Gryning (film, 2019)
Gryning är svensk thriller-dramafilm som hade premiär i Sverige den 30 september 2019. Filmen är regisserad av Maria Forslin och Adrienne West. Forslin har även skrivit manus och producerat filmen.

## Handling
Filmen handlar om rocksångerskan Anna (Maria Forslin) som förlorar sin dotter i cancer, och den sorg som drabbar henne.

## Rollista (i urval)
| - Maria Forslin – Anna - Teja Östberg – Teja - Felix Lundgren – Erik - Christian Sundgren – Jakob - Lina Sehlstedt – Frida | - Fanny Rosen – Sofie - Stefanos Hristofilopoulos – David - Mikael Almqvist – Harald - Anna Olafs – Molly - Måns Berthas – Läkare |